# Dawn Marie
 (mars 2010).
Si vous disposez d'ouvrages ou d'articles de référence ou si vous connaissez des sites web de qualité traitant du thème abordé ici, merci de compléter l'article en donnant les références utiles à sa vérifiabilité et en les liant à la section « Notes et références ».

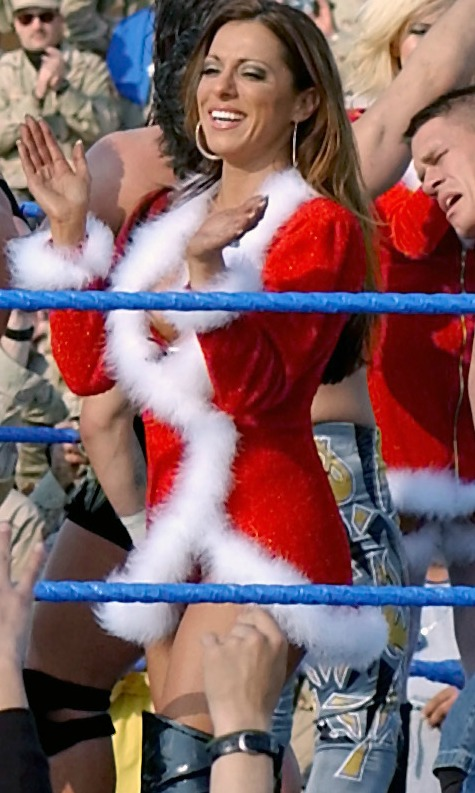
Dawn Marie en 2003.

Dawn Marie Psaltis (née le 3 novembre 1970) est une catcheuse professionnelle américaine et une manageur de catch. Elle est connue notamment pour ses apparitions à la Extreme Championship Wrestling (ECW) et à WWE SmackDown, branche de la World Wrestling Entertainment (WWE), là où elle était une WWE Diva.
Avant d'entrer dans l'industrie du catch, Dawn Marie a fait sa vie dans l'industrie de l'immobilier. Après avoir décidé de poursuivre une carrière en tant que mannequin ou actrice, elle manage des catcheurs dans un circuit indépendant après avoir rencontré un promoteur de catch. Elle a conclu un contrat avec la ECW après ce qui devait être un travail de trois semaines. Elle a managé The Impact Players (Lance Storm et Justin Credible) et Simon Diamond et Johnny Swinger jusqu'à la faillite de la ECW en 2001.
Puis Dawn Marie a rejoint la WWE, là où la plus mémorable storyline à laquelle elle fut impliquée fut quand elle se maria avec Al Wilson, le père de Torrie Wilson, sa pire rivale. Elle fut libérée de son contrat à la WWE en 2005 après avoir révélé qu'elle était enceinte, ce qui a donné suite à un procès contre ses anciens employeurs.